# Veikko Kankkonen
Veikko Kankkonen, finski smučarski skakalec, * 5. januar 1940, Sotkamo, Kainuu, Finska.
Kankkonen je v svoji karieri nastopil na treh Zimskih olimpijskih igrah, v letih 1960 v Squaw Valleyju, 1964 v Innsbrucku, kjer je osvojil naslov olimpijskega prvaka na srednji skakalnici in podprvaka na veliki, ter 1968 v Grenoblu. V sezonah 1963/64 in 1965/66 je bil zmagovalec Novoletne turneje.